# Katherine E. Stange
Katherine E. Stange est une mathématicienne canado-américaine et professeure agrégée de mathématiques à l'Université du Colorado à Boulder. Elle est une théoricienne des nombres spécialisée dans les sujets de géométrie arithmétique.

## Formation et carrière
Stange obtient son doctorat en mathématiques de l'Université Brown en 2008 sous la direction de Joseph H. Silverman. Elle est boursière postdoctorale de la National Science Foundation (NSF) et chargée de cours junior à l'Université Harvard de 2008 à 2009. Elle occupe également des bourses postdoctorales à l'Université Simon Fraser, au Pacific Institute for the Mathematical Sciences, à l'Université de la Colombie-Britannique (2009-2011) et à l'Université Stanford (2011-2012). En 2012, Stange rejoint la faculté de l'Université du Colorado à Boulder en tant que professeur adjoint. Elle est promue professeure agrégée en août 2018.
Stange est active dans Women in Numbers, le prototype des réseaux de collaboration de recherche pour les femmes de l'Association for Women in Mathematics. Elle est co-organisatrice et co-éditrice des actes de Directions in Number Theory: Actes de l'atelier WIN3 2014 et chef de projet pour Women in Numbers 4. Elle siège au comité de l'American Mathematical Society pour Femmes en mathématiques (CoWIM) de 2019 à 2020.
La Mathematical Association of America décerne à Stange et Lionel Levine le prix Paul R. Halmos - Lester R. Ford 2013 pour un article dans The American Mathematical Monthly intitulé How to make the most of a shared meal: plan the last bite first (Comment tirer le meilleur parti d'un repas partagé : planifier d'abord la dernière bouchée).
Stange est élue Fellow de l'Association for Women in Mathematics in the Class of 2021 et nommée en 2021 Simons Fellow in Mathematics.